# Arena (gruppo musicale)
Gli Arena sono un gruppo musicale rock progressivo britannico formato nel 1995.
Il gruppo è stato fondato da Clive Nolan, personaggio molto influente nella scena neoprogressive in quanto tastierista dei Pendragon e di altre band parallele, e da Mick Pointer, fondatore e primo batterista dei Marillion, che dopo aver inciso Script for a Jester's Tear aveva abbandonato il suo gruppo e da allora si era ritirato dalla scena musicale.

## Storia
Il sound degli Arena risente fortemente delle influenze musicali di Nolan e Pointer, unici membri fissi della band: in particolare i primi tre dischi richiamano le sonorità dei Marillion degli anni ottanta. Anche i cantanti John Carson e Paul Wrightson hanno un timbro di voce molto simile a quello di Fish. A simboleggiare un ulteriore legame di Pointer con la sua prima band, (da cui era stato allontanato per causa di malumori con Fish), nel primo disco compare Steve Rothery, che suona un assolo nel brano Crying for Help IV.
A partire dal disco Immortal? entra nella band il cantante Rob Sowden. A partire da questo disco il sound della band cambia radicalmente: Sowden, rispetto ai predecessori, ha una voce molto più profonda e ruvida, simile a quella di Zak Stevens dei Savatage. Il genere degli Arena inizia ad oscillare tra il neoprogressive delle origini ad una musica più sinfonica fino a sfociare nel progressive metal; senza rinnegare completamente il sound delle origini, ora nei dischi compaiono brani melodici e d'atmosfera alla Pink Floyd, come canzoni più dure e sinfoniche nello stile dei Savatage, ma senza risultarne dei semplici imitatori.
Nel 2010 Rob Sowden lascia la band e viene sostituito da Paul Manzi. Nel 2011 anche Ian Salmon abbandona il gruppo, per essere sostituito da John Jowitt che ritorna negli Arena dopo 13 anni. A sua volta John Jowitt abbandona nuovamente la band nel 2014. Ad agosto viene annunciato il nuovo bassista Kylan Amos. Nel febbraio 2015 la band comunica l'uscita del nuovo album The Unquiet Sky.
Nel maggio 2018 esce il nuovo album Double Vision. Nel luglio 2020 Paul Manzi è stato sostituito dal cantante Damian Wilson.

## Formazione

### Formazione attuale
- Damian Wilson - voce
- John Mitchell - chitarra
- Clive Nolan - tastiere, seconde voci
- Kylan Amos - Basso e voci
- Mick Pointer - batteria

### Membri precedenti
- Paul Manzi - voce (2010-2020)
- Rob Sowden - voce (2000-2010)
- John Carson - voce (1995)
- Cliff Orsi - basso (1995)
- Ian Salmon - basso, seconde voci (2000-2011)
- Keith More - chitarra, seconde voci (1995-1996)
- Paul Wrightson - voce (1996-1998)
- John Jowitt - Basso (1998-2000 2011-2014)

## Discografia

### Album in studio
- 1995 - Songs from the Lion's Cage
- 1996 - Pride
- 1998 - The Visitor
- 2000 - Immortal?
- 2003 - Contagion
- 2005 - Pepper's Ghost
- 2011 - The Seventh Degree of Separation
- 2015 - The Unquiet Sky
- 2018 - Double Vision
- 2022 - The Theory of Molecular Inheritance

### EP
- 1997 - The Cry
- 2003 - Contagious
- 2003 - Contagium
- 2003 - Radiance

### Live
- 1997 - Welcome to the Stage
- 2001 - Breakfast in Biarritz
- 2004 - Live & Life
- 2016 - X X

### Album video
- 2003 - Caught in the Act
- 2006 - Smoke & Mirrors
- 2013 - Rapture